# Demi World Tour
Il Demi World Tour è il quarto tour della cantante statunitense Demi Lovato, a supporto del suo quarto album in studio Demi (2013). 
Molto differente dai precedenti tour della cantante poiché la vede esibirsi in arene più grandi, il tour è composto da una prima parte consistente di 28 spettacoli in Nord America e uno in Europa e una seconda parte, svoltasi in Asia e, per la prima volta nella carriera della cantante, anche in Oceania. Proprio quest'ultima sezione è divisa da ben cinque mesi rispetto al resto del tour: il concerto di Istanbul si è tenuto infatti il 16 novembre 2014, mentre la tappa asiatico-oceanica è cominciata il 17 aprile dell'anno successivo, concludendosi il 9 maggio in Ho Chi Minh.

## Produzione
Il 28 maggio 2014, Demi Lovato pubblica, tramite il suo canale YouTube, un video con la scritta "Domani alle 10:00" riprodotta in inglese e in color fucsia ed accompagnata da uno sfondo bianco.
Il giorno dopo, vengono annunciate le date nordamericane del tour con Christina Perri, il duo musicale americano MKTO, Becky G, Kiesza, i Restless Road e Bea Miller come artisti d'apertura per esse. I biglietti sono stati resi disponibili a partire dal 6 giugno 2014, esattamente tre mesi prima dell'inizio del tour, cioè il 6 settembre. Confrontandolo con il precedente, la cantante afferma di voler creare una serie di spettacoli innovativa, cercando di realizzare tutto quello che non è riuscita a fare durante il Neon Lights Tour appunto.

## Artisti d'apertura
- Christina Perri
- MKTO
- Becky G
- Kiesza
- Restless Road
- Bea Miller

## Scaletta
Questa è la scaletta del concerto tenuto il 19 settembre 2014. Non è la consueta setlist di tutti gli show.
1. Really Don't Care
2. The Middle
3. Fire Starter
4. Remember December
5. Heart Attack
6. My Love Is Like a Star
7. Don't Forget
8. Catch Me
9. Get Back  (Acustica)
10. La La Land  (Acustica)
11. Let It Go
12. Warrior
13. Two Pieces
14. Thriller  (Cover di Michael Jackson)
15. Got Dynamite
16. Nightingale
17. Skyscraper
18. Give Your Heart a Break

Encore:
1. Neon Lights

## Date
| Data              | Città        | Paese         | Luogo                                                |
| Nord America      | Nord America | Nord America  | Nord America                                         |
| ----------------- | ------------ | ------------- | ---------------------------------------------------- |
| 6 settembre 2014  | Baltimora    | Stati Uniti   | Baltimore Arena                                      |
| 7 settembre 2014  | Albany       | Stati Uniti   | Times Union Center                                   |
| 9 settembre 2014  | Pittsburgh   | Stati Uniti   | Petersen Events Center                               |
| 12 settembre 2014 | Raleigh      | Stati Uniti   | PNC Arena                                            |
| 14 settembre 2014 | Miami        | Stati Uniti   | AmericanAirlines Arena                               |
| 15 settembre 2014 | Orlando      | Stati Uniti   | Amway Center                                         |
| 17 settembre 2014 | New Orleans  | Stati Uniti   | Lakefront Arena                                      |
| 19 settembre 2014 | San Antonio  | Stati Uniti   | AT&T Center                                          |
| 21 settembre 2014 | Tulsa        | Stati Uniti   | BOK Center                                           |
| 23 settembre 2014 | Kansas City  | Stati Uniti   | Sprint Center                                        |
| 25 settembre 2014 | Denver       | Stati Uniti   | Pepsi Center                                         |
| 27 settembre 2014 | Los Angeles  | Stati Uniti   | Staples Center                                       |
| 28 settembre 2014 | San Diego    | Stati Uniti   | Viejas Arena                                         |
| 2 ottobre 2014    | Seattle      | Stati Uniti   | Comcast Arena                                        |
| 4 ottobre 2014    | Edmonton     | Canada        | Rexall Place                                         |
| 5 ottobre 2014    | Calgary      | Canada        | Scotiabank Saddledome                                |
| 7 ottobre 2014    | Saskatoon    | Canada        | SaskTel Centro                                       |
| 10 ottobre 2014   | Sioux Falls  | Stati Uniti   | Denny Sanford PREMIER Center                         |
| 11 ottobre 2014   | Moline       | Stati Uniti   | iWireless Center                                     |
| 14 ottobre 2014   | Chicago      | Stati Uniti   | United Center                                        |
| 15 ottobre 2014   | Louisville   | Stati Uniti   | KFC Yum! Center                                      |
| 17 ottobre 2014   | Uncasville   | Stati Uniti   | Mohegan Sun Arena                                    |
| 19 ottobre 2014   | Montréal     | Canada        | Centre Bell                                          |
| 20 ottobre 2014   | Hamilton     | Canada        | FirstOntario Centre                                  |
| 22 ottobre 2014   | Manchester   | Stati Uniti   | Verizon Wireless Arena                               |
| 24 ottobre 2014   | Hershey      | Stati Uniti   | Giant Center                                         |
| 25 ottobre 2014   | Newark       | Stati Uniti   | Prudential Center                                    |
| 27 ottobre 2014   | Brooklyn     | Stati Uniti   | Barclays Center                                      |
| Europa            |              |               |                                                      |
| 16 novembre 2014  | Istanbul     | Turchia       | Ülker Sports Arena                                   |
| Oceania           |              |               |                                                      |
| 17 aprile 2015    | Brisbane     | Australia     | Brisbane Entertainment Centre                        |
| 18 aprile 2015    | Sydney       | Australia     | Hordern Pavilion                                     |
| 21 aprile 2015    | Perth        | Australia     | HBF Stadium                                          |
| 24 aprile 2015    | Melbourne    | Australia     | Margaret Court Arena                                 |
| 26 aprile 2015    | Auckland     | Nuova Zelanda | Vector Arena                                         |
| Asia              |              |               |                                                      |
| 28 aprile 2015    | Singapore    | Singapore     | Suntec Singapore Convention & Exhibition Centre Hall |
| 30 aprile 2015    | Manila       | Filippine     | Mall of Asia Arena                                   |
| 2 maggio 2015     | Zhenjiang    | Cina          | Chang Jiang Music Festival                           |
| 4 maggio 2015     | Kuala Lumpur | Malaysia      | KL Live at Life Centre                               |
| 5 maggio 2015     | Phnom Penh   | Cambogia      | Koh Pich                                             |
| 9 maggio 2015     | Ho Chi Minh  | Vietnam       | Phu Tho Indoor Stadium                               |